# Shandurai und der Klavierspieler
Shanduraï und der Klavierspieler ist ein Spielfilm von Bernardo Bertolucci aus dem Jahre 1998. Das vom italienischen Fernsehen RAI produzierte Kammerspiel ereignet sich in einem alten, abgewohnten römischen Palazzo an der Spanischen Treppe und unterhalb der Kirche Santa Trinità dei Monti. Noch während der Produktion entschied er sich, den Fernsehfilm von ursprünglich fünfzig auf neunzig Minuten auszuweiten und ihn damit für das Kino zugänglich zu machen. Das Drehbuch verfasste er gemeinsam mit seiner in Afrika aufgewachsenen Ehefrau Clare Peploe  in Anlehnung an die Kurzgeschichte Die Belagerung von James Lasdun. Bertolucci bezeichnet den Film als ein „Stück Kammermusik für das Kino.“ Zunächst interessierte sich kein deutscher Verleih für diesen Film, bis er am 3. März 2006 durch Alamode Film in die deutschen Kinos kam. Im deutschsprachigen Fernsehen wurde er erstmals am 12. Dezember 2006 auf 3sat ausgestrahlt.

## Handlung

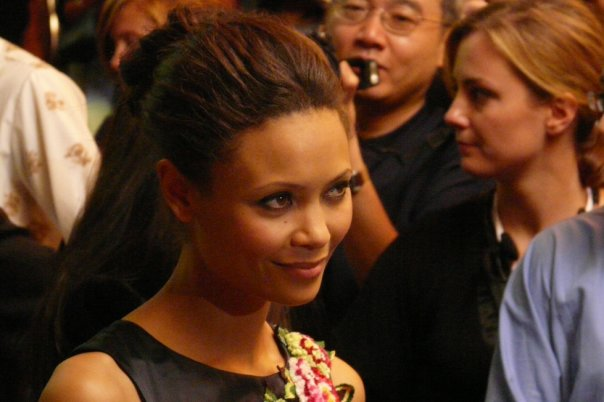
Thandie Newton, 2008

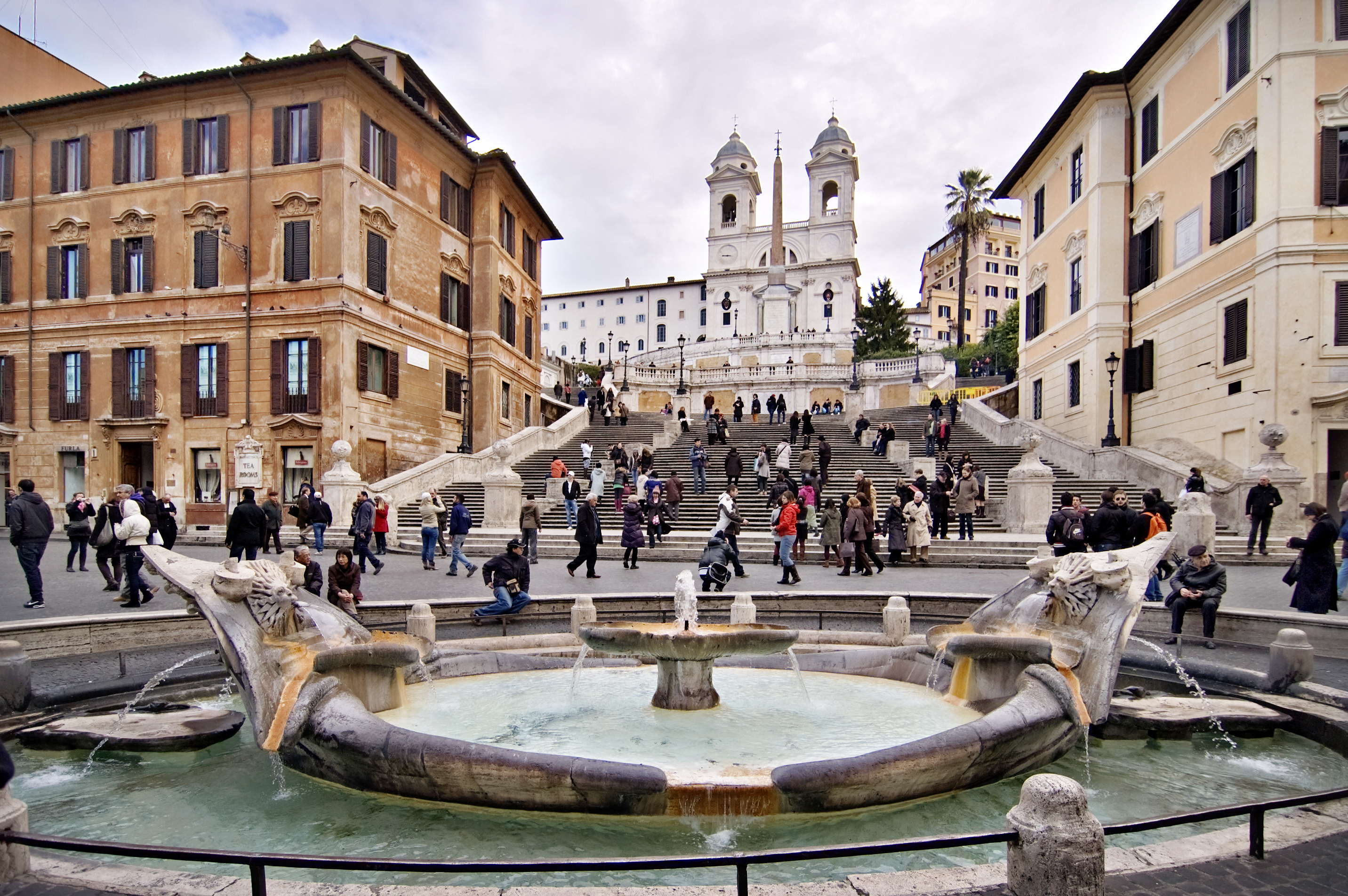
Spanische Treppe in Rom.
Der Drehort war hinter dem linken Eckhaus.

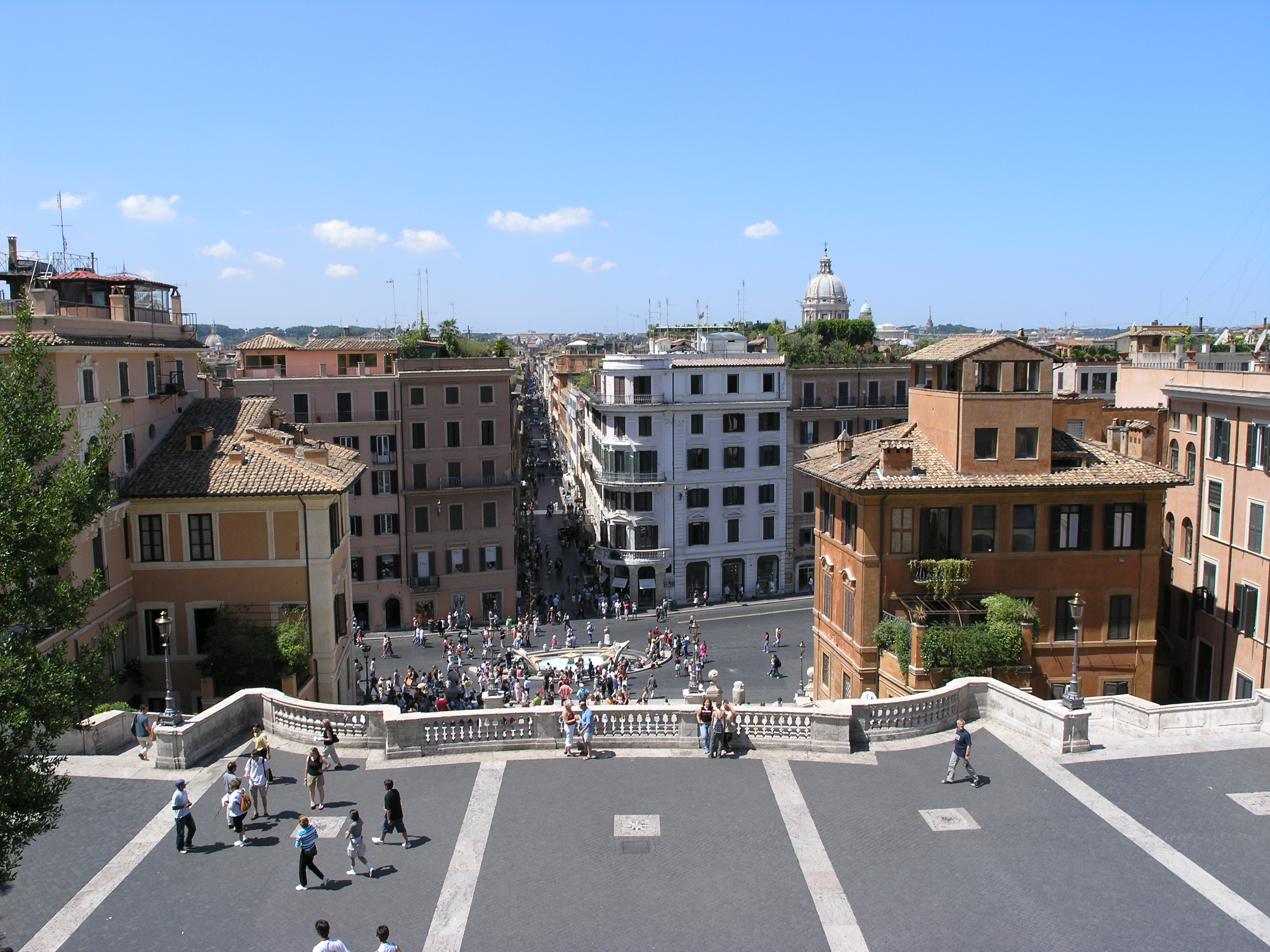
Spanische Treppe von oben, ganz rechts der Palazzo von Jason Kinsky

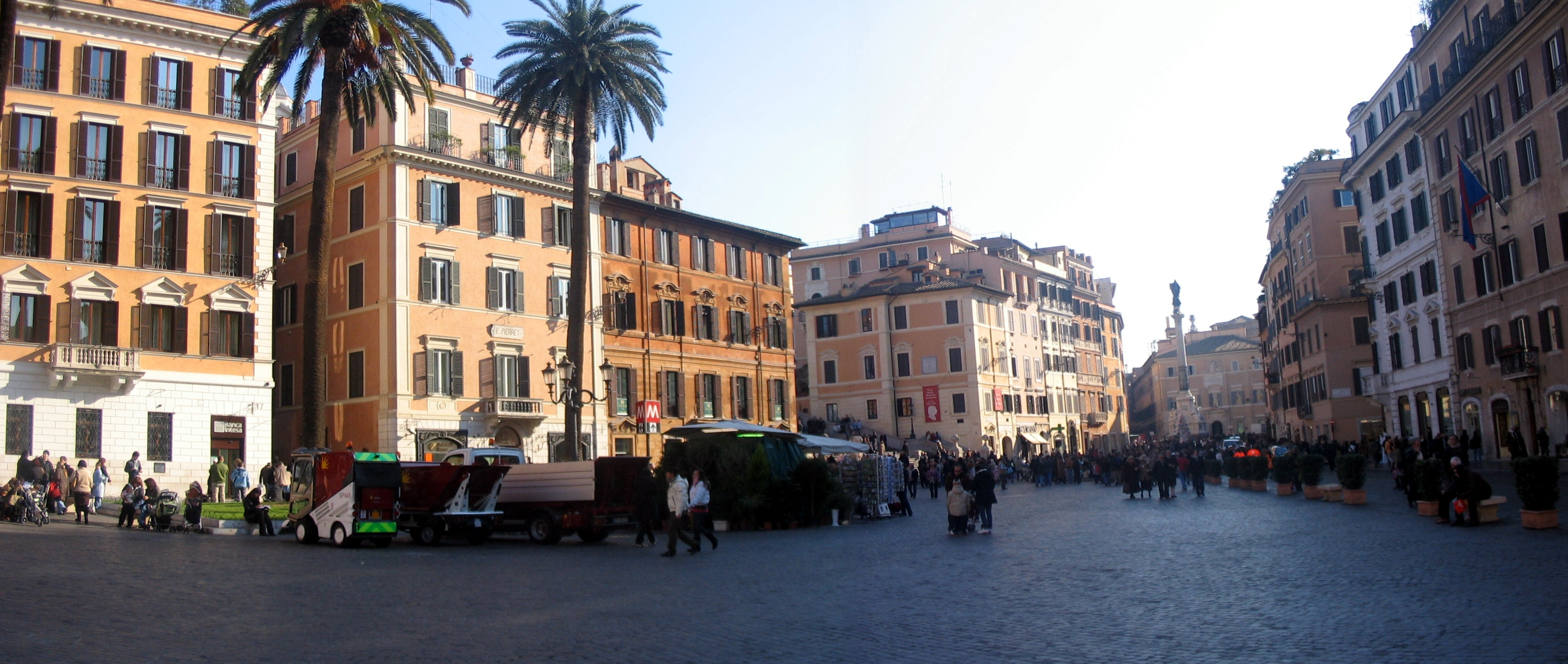
Zwischen den Palmen: Kinskys Palazzo und der Metro-Eingang an der Piazza di Spagna

Nach den Flugaufnahmen über dem Krater eines erloschenen Vulkans an einer glitzernden Küste erklingt die Musik eines afrikanischen Sängers. Der Sänger hockt auf dem Boden unter einem Baum und begleitet sich mit einer afrikanischen Leier und einer Fußrassel. Sein Liedtext mit dem Refrain „Afrika“ wird nicht übersetzt, „um die Musikalität herauszustellen“. In späteren Traumsequenzen begegnen sich er und die junge Shanduraï. Shanduraï lebt in einer namenlosen afrikanischen Diktatur und arbeitet als Krankenschwester in einer Klinik für kriegsversehrte Kinder. Eines Tages wird ihr Ehemann Winston, ein politisch engagierter Dorflehrer, vor ihren Augen von einer Soldateska verhaftet, getreten und abtransportiert.
Shanduraï lebt jetzt in Rom, wo sie als Putzfrau und Küchenhilfe für den englischen Pianisten Jason Kinsky arbeitet. Sie wohnt im Dienstmädchenzimmer eines Palazzo in der Nähe der Spanischen Treppe. Kinsky lebt zurückgezogen, übt Klavier, gibt Unterricht und komponiert. Shanduraï studiert neben der Arbeit Humanmedizin und verbringt ihre Freizeit mit ihrem schwulen Kommilitonen Agostino. Kinsky verliebt sich in die hübsche Afrikanerin. Auf seine unbeholfenen Annäherungsversuche mit kleinen Geschenken reagiert sie verärgert und ablehnend. In einer Traumszene reißt sie die Plakate eines afrikanischen Diktators von den Wänden, das letzte Plakat zeigt Kinskys Gesicht. Als er ihr schließlich stürmisch seine Liebe gesteht, ist sie verunsichert und fühlt sich in die Enge gedrängt. Kinsky wiederholt sein Liebesgeständnis und versichert, alles für sie tun zu wollen. Unvermittelt schreit sie ihn an, er solle ihren Ehemann aus dem Gefängnis holen. Kinsky ist schockartig ernüchtert und wendet sich ab. Auf seine Frage, warum er im Gefängnis ist, bricht sie in Schluchzen aus.
Kinsky bemüht sich insgeheim um die Freilassung ihres Ehemanns und baut entsprechende Kontakte zu Geschäftsleuten und über afrikanische Priester auf. Bei den Klängen von John Coltranes Jazzklassiker „My favourite things“ fotografiert er das Inventar seiner Wohnung. Stück für Stück verschwinden kostbare Kunstgegenstände und nach und nach auch das Mobiliar aus dem Palazzo. Mit seiner Haushälterin geht er wie zuvor höflich und distanziert um. Als Shanduraï einmal Staub saugt, komponiert Kinsky gerade eine langsame Passage. Das rhythmische Hin- und Herschieben des Staubsaugers und der Blick auf ihre Haut inspirieren ihn. Er wechselt in einen schnellen Stakkato-Rhythmus, den sie mit einem unwillkürlichen Kopfnicken aufnimmt, ärgerlich sich dabei ertappt, aufhört, wieder nickt und lächelt.
Als sie einen Brief erhält mit der Mitteilung, dass ihr Ehemann ein Gerichtsverfahren erhält, erkennt sie den Zusammenhang mit dem Verhalten Kinskys. Sie öffnet ihren Koffer, in dem sie Andenken an ihre Heimat aufbewahrt. Darunter befindet sich auch ihr Ehering, sie nimmt ihn in die Hand und legt ihn wieder zurück. Am Ende wird auch der Steinway-Flügel aus dem Gebäude gehievt. Schließlich kommt ihr Ehemann frei und kündigt brieflich seine Ankunft in Rom an. Shanduraï will einen Dankesbrief an Kinsky schreiben, nach vielen verworfenen Fassungen beschränkt sie sich auf Dear Mr Kinsky I love you. In der Nacht vor der Rückkehr des Ehemanns geht sie in Kinskys Schlafzimmer, um den Brief auf seinen Nachttisch zu legen. Kinsky ist betrunken. Sie zieht ihm zunächst die Schuhe aus, dann legt sie sich zu ihm ins Bett. Im Morgengrauen werden die beiden durch die Haustürklingel geweckt. Es ist ihr Ehemann, der beharrlich den Klingelknopf drückt. Zunächst öffnet sie nicht. Shanduraï hält Kinsky sanft bei sich. Doch dann verlässt sie das Zimmer. Die Kamera bleibt auf das Bett gerichtet.

## Hintergrund
Bertolucci lebte seit 1981 in London  und kehrte für diese Aufnahmen vorübergehend nach Italien zurück. Das Drehbuch schrieb er gemeinsam mit seiner britischen Frau Clare Peploe, einer Filmschauspielerin, Drehbuchautorin und Regisseurin, die in Tansania geboren ist, in Kenia aufwuchs und als Muttersprache Kisuaheli spricht. Sie ließen sich dabei von der Kurzgeschichte Besieged des britischen Schriftstellers James Lasdun inspirieren, der seine Geschichte zwischen einem dilettierenden englischen Musiker und einem Zimmermädchen aus Kolumbien in London spielen lässt. Ursprünglich wollte Clare Peploe die Kurzgeschichte verfilmen, musste dann aber das Projekt wegen fehlender finanzieller Unterstützung einstellen. Bertolucci und Peploe erweiterten die Handlung mit einem kurzen Prolog in Afrika, welcher der Geschichte „Wurzeln geben“ sollte. Die Drehzeit dauerte 32 Tage in Rom und vier Tage in Afrika. Das Budget betrug rund 3 Millionen Dollar. Die Kamera-Aufnahmen wurden zu einem großen Teil mit einer digitalen Steadicam und bei Nahaufnahmen mit einer kleineren Handkamera gemacht, wodurch dem Geschehen eine größere Beweglichkeit und Intensität verliehen wird.
Über diesen Film äußerte Bertolucci: „Ich wollte eine empfindsame und prophetische Fantasie über das künftige Gesicht von Rom zeichnen. Rassenmischung ist noch neu für Italien, aber sie beschleunigt sich, und ich wollte das Schwindelgefühl mit diesen beiden Fremden teilen, die in einer Stadt leben, welche sie verzaubert.“ Zu den Produktionsbedingungen meinte er: „Ich fand die Freude an der Schöpfung in völliger Freiheit wieder. In der Tat hatte ich keine Einschränkungen, den internen Druck einer Produktion von mehr als 30 Millionen Dollar. Ich konnte mich experimentelleren Filmuntersuchungen widmen, indem ich mich für die neuen Technologien öffnete.“
Bertolucci bereitete sich mehrere Jahre lang auf die Herausforderung vor, mit den neuen digitalen Kameras und Bildbearbeitungen „nicht nur einen Film, sondern auch Kino zu machen“. Er wollte mehr als nur Spezialeffekte herstellen, um die konkreten Möglichkeiten des Digitalfilms zu erkunden. Dabei gefiel ihm die Idee, einen weitgehend wortlosen Film zu drehen, und verglich dies mit den Ursprüngen des Films, der als Stummfilm begann.
Während er früher ein betont politisches und diskursives Kino gemacht habe, dokumentiere dieser Film die allgemeine Enttäuschung über die ausgebliebenen Reformen nach 1989. Das Politische ziehe sich hier zurück auf die „rohe Konfrontation, ohne Worte, rassisch, sozial, politisch, mit einer poetischen Projektion der äußeren Wirklichkeit und dem Äußern dieser Kollision. [...] Die Realität, in jeglicher Form und nur durch ihre bloße Existenz, hört nicht auf, politisch zu sein.“ Zum Hauptdarsteller David Thewlis äußerte die Drehbuchautorin Clare Peploe: „David war körperlich sehr, sehr gut für die Rolle. Er ist irgendwie unbeholfen und unfähig, sich auszudrücken. Wir brauchten das, um ihn davon abzuhalten, zu offensichtlich romantisch zu sein. Ich meine, hier ist dieser junge Mann in einem großen Haus und spielt herrliche Musik, und es könnte sehr leicht sein, sich in ihn zu verlieben. Aber David lässt ihn nicht zu attraktiv sein, so dass sich Thandie Newton erst entwickeln muß, um ihn zu lieben. David ist auch sehr intelligent, sehr scheu und schwer zu verstehen. Aber so, dass Sie ihn wirklich kennenlernen wollen. Kinsky hat auch diese Eigenschaften.“
In diesem Haus, das zwischen einem U-Bahn-Eingang und der Spanischen Treppe an der Piazza di Spagna gelegen ist, schrieb nach Angaben von Tullio Kezich im Jahr 1888 Gabriele D’Annunzio seinen Roman Il piacere (Lust ). In den Filmkritiken wurde oft auf Bertoluccis Filmsets in „düsteren Innenräumen“ von großbürgerlichen Wohnungen hingewiesen wie schon in Der letzte Tango in Paris (1972) und später in Die Träumer (2003). Die Aufnahmen in Afrika fanden in Nairobi und Umgebung statt.
Etwa die Hälfte der Filmmusik besteht entgegen den Erwartungen an den deutschen Filmtitel nicht aus klassischer Musik, sondern aus den kurzen Einspielungen der internationalen Hits aus der afrikanischen Musik von Salif Keïta (Sina), Ali Farka Touré mit Ry Cooder (Diaraby), Papa Wemba (Le Voyageur) und anderen. Der Film wurde zuerst 1998 bei den Filmfestspielen von Venedig präsentiert, danach auf dem Toronto International Film Festival und nach dem Verleih in wenige US-Kinos im Frühjahr 1999 schließlich auf DVD verkauft.

## Rezeption

### Zustimmend
Bertoluccis Film hat sehr viele und extrem unterschiedliche Interpretationen erfahren wie kaum ein anderes seiner Werk. Diese Vielfalt der Reaktionen bezieht sich zum einen auf die Komplexität der Bildsprache und die nur wenigen Dialoge im Film, Kritikpunkte, die in den Filmbesprechungen mehrmals angeführt werden. Zum anderen führte die Art der Darstellung eines „interkulturellen Gegensatzes“ zu extrem unterschiedlichen Wertungen. Die Frage, ob nun Bertolucci einen rassistischen und paternalistischen Film gedreht hat oder nicht, wird nach Ansicht der Filmwissenschaftlerin Yosefa Loshitzky über die Genauigkeit und Sorgfalt des Hinsehens („close reading“) entschieden. Loshitzky analysierte im Jahr 2010 ausführlich einzelne Szenen sowie Motive und lehnt den Vorwurf des Rassismus gegenüber dem Film als oberflächlich ab. Vielmehr vermittle der Film eine bewusst ambivalente Botschaft („[t]he film's ambigous message“).
Im US-Filmportal Rotten Tomatoes urteilten 74 % von 49 Filmkritikern überwiegend positiv über den Film. Der New-York-Times-Filmkritiker Stephen Holden war von Bertoluccis Verfilmung angetan, da die beiden Hauptdarsteller ihre Befindlichkeiten nicht zerreden, sondern ihre intensiven Gefühle nur in Handlungen und Musik sprechen lassen. Es handele sich um eine bewusst romantische Erkundung der nonverbalen Verbindungen zwischen Menschen, deren Liebe erwacht. Daher vermisse er auch keine Liste von Charaktereigenschaften und Persönlichkeitsprofile. Diese „anti-psychologische Perspektive“ des sehr viel Raum lassenden Drehbuchs wirke sehr „erfrischend“. Eine deutliche Zustimmung erfährt der Film auch in der Frankfurter Rundschau von Ulrike Rechel, die das Werk als „stark und spannend“ schätzt. Bertolucci lasse Bilder statt Dialoge sprechen und erzählt visuell, statt nur zu dekorieren. Frank Olbert hebt im Kölner Stadtanzeiger die visuellen Kontraste und Synthesen in seiner lobenden Besprechung hervor. Bertolucci inszeniere vor allem „Raum, das Licht, die Farben“, „nach dem Licht in Afrika die Düsternis des Palazzo, nach der Weite die Enge der Wohnung“. Einzig das Licht verbinde die Protagonisten, die beinahe bis zuletzt auf Distanz blieben. Daher habe Bertolucci einen „Film gemalt“ und „Gemälde in filmische Bewegung“ gebracht.
In der italienischen Presse fand die Verfilmung fast durchweg ein positives Echo. Tullio Kezich bezeichnet ihn im Corriere della Sera als ein kleines Meisterwerk. Michele Anselmi in der L’Unità hält den Film für den besten von Bertoluccis neueren Werken, einen Film, empfangen in einem Zustand der Gnade. Er sieht darin ein raffiniertes Gewebe aus grotesken Beschleunigungen und emotionalen Verlangsamungen, von verschwundenen Perspektiven und großen Rissen. Bei Shanduraï erkenne man den unbeugsamen Stolz afrikanischer Migrantinnen, die Bindung zu den afrikanischen Wurzeln und auch die Angst vor dem Loslassen. In La Stampa lobt Lietta Tornabuoni die Schönheit und Raffinesse des Films, das kluge Geschick des Regisseurs, die Spannung in der Betrachtung der Akteure und ein Gefühl für Gefangenschaft und Freiheit.
Irene Bignardi meint in La Repubblica, dass der Film ein gutes Beispiel dafür sei, wie man mit wenig Geld und viel Geschmack die Grenzen zwischen Kino und Fernsehen für die große Leinwand auflösen könne.
Das französische Filmportal AlloCiné schätzte die Bewertungen von dreizehn französischen Presse-Artikeln mit rund drei von fünf möglichen Sternen als überwiegend positiv ein. Olivier Père meint im Kulturmagazin Les Inrockuptibles, dass Bertolucci kein oberflächlicher Filmemacher sei, was ihm häufig vorgeworfen wurde, denn er streichele mit der Kamera. Bertolucci sei mehr im kleinen Melodrama als bei einem großen Wandbild heimisch, er liebe es daher, sich auf Motive und Details zu konzentrieren, die sowohl visuell als auch psychologisch sein können. Es sei besser, von Haute Couture anstelle von dekorativer Kunst („art décoratif“) zu reden. Farben und Bewegung kämen hier so offen und gut sichtbar zur Geltung, dass man diese Kunst mit der von Wong Kar-wai und Pasolini vergleichen könne. Die politische Dimension im Film Shanduraï liege zwar bei „Null“ wegen der fehlenden Definition einer konkreten Realität, und daher handele es sich hier um eine Fabel, gleichwohl sei Bertolucci ein Filmemacher von grundlegender Ehrlichkeit („foncière honnêteté“).
Claudio España von der argentinischen Zeitung La Nación meint, Bertolucci sei ein Meister der bildlichen Auffassung und ermögliche den Fortschritt der Künste vor allem, um im audiovisuellen Bereich ungewöhnliche Bedeutungen zu erhalten und eine souveräne Herrschaft des Bildes gegenüber jeglichen anderen Ausdrucksformen zu bewahren. Weiterhin hält er den Soundtrack des Films für vielfältig und reich im Inhalt und an auditiven Metaphern. Isabela Boscov von der brasilianischen Wochenzeitschrift Veja hebt die komplexe Bildstruktur des Films hervor, Bertolucci benutze nicht die Bilder und die Schauspieler, um die Gefühle der Zuschauer zu manipulieren, sondern als Elemente eines Mosaiks, das nur dann verbunden ist, wenn es in seiner Gesamtheit gesehen wird.

### Unentschieden
Michael Althen ist in seiner neutral gehaltenen FAZ-Besprechung „froh“, diesen „kleine[n] Film“ gesehen zu haben, obgleich er ihn nicht für „ein wirklich großes Werk“ hält. Althen stellt Bertoluccis erneute Abkehr vom „Geist von 1968“ fest, wo man alles Private politisch umdeutete. „[F]rüher [wären] bei ihm die Fetzen geflogen, nun aber verfangen sich alle politischen Implikationen in einem zart keimenden Beziehungsgeflecht, das ganz und gar von Andeutungen lebt.“ Es liege an Newton, dem Film „den rechten Ausdruck zu verleihen“, denn leider habe sich Thewlis „offenbar Marlon Brando zum Vorbild genommen und spielt ähnlich manieriert, aber ohne dessen Präsenz“. Die große Wendeltreppe des Gebäudes vergleicht er mit einer Schnecke, in die sich „die Bewohner verkriechen, sobald ihnen die Welt zu sehr zu Leibe rückt.“ Die Filmkritik im Spiegel urteilt knapp: „Eindringlich beschreibt Bertolucci, wie sich erotische und musikalische Obsessionen gegenseitig verstärken, verliert aber die Glaubwürdigkeit der Geschichte oft aus dem Blick.“

### Ablehnend
Im deutschen Feuilleton überwiegen negative und ambivalente Meinungen über den Film. Viele Ablehnungen schließen die moralische Forderung mit ein, dass Bertolucci eine Verpflichtung habe zu einer angemessenen Betrachtung der früheren kolonialistischen Geschichte zwischen Europa und Afrika. Der Film sei der historischen Schuld Europas nicht oder nur unzureichend nachgekommen. Der Handlungskern einer interkulturellen Liebesgeschichte als auch die Bild- und Tongestaltung treten bei diesen Kritiken in den Hintergrund.
Hanns-Georg Rodek von der Welt findet, „die Perspektive ist jene Kinskys, der mit Blicken kontrolliert.“ Rodek stellt daraufhin grundsätzliche Fragen, unter anderem ob sich Kinsky mit seiner Großzügigkeit die Frau erkaufen wolle, und ob es „historische Gerechtigkeit“ sei, „wenn auf Kosten Afrikas erworbener europäischer Reichtum auf den schwarzen Kontinent zurückfließt?“ „Gute Fragen“, von denen aber Bertolucci „keine einzige beantwortet“. Für Thomas Klingenmaier in der Stuttgarter Zeitung ist der Film „manchmal elegant, meist aber geschmäcklerisch“ inszeniert und „versackt“ „in Pathos“. Bertolucci versuche, die „Annäherung zweier Erdteile“ bei den Hauptdarstellern zu „spiegeln“. Der Film vermittle ihm „das ungute Gefühl“, als habe Afrika wieder einmal dem Europäer zu dienen, indem es diesmal Abbitte von Kolonialschuld gewähren soll. Dass es eine Fernsehproduktion ist, sehe man der Bildgestaltung nicht an, fand Alexandra Wach vom film-dienst. „Die Charakterzeichnung lässt dafür zu wünschen übrig. Bertolucci stützt sich zu sehr auf die Wirkung der Musik, die er zudem auch reichlich schematisch einsetzt.“ Die Figuren blieben „Gefangene eines kraftlosen Regiekonzepts voller Andeutungen und Ungenauigkeiten, das ihnen jede Glaubwürdigkeit nimmt.“
Charlotte Becker schreibt im Bonner General-Anzeiger, Thewlis spiele mit „somnambulem Grinsen unter melancholisch umflortem Augenaufschlag“ und Newton trete „mit wiegenden Hüften und chronisch beleidigtem Gesichtsausdruck“ auf. Immerhin gelängen schöne, sinnliche, leider aber rein illustrative Bilder. Bertolucci suche wie vor dreißig Jahren immer noch mit einer „Melange aus Sexus, Gesellschaft und Politik“ „die Provokation“ der „bürgerlichen Salons“, seitdem habe er „seine Stilmittel nur unmerklich variiert“. Weiterhin bemängelt sie „eine Menge“ an „Aussparungen“ im Film – wie Shanduraï nach Rom gelangt, der persönliche Hintergrund von Kinsky – und lässt sie für die verfilmte Kurzgeschichte gelten. Bert Rebhandl bedauert dagegen in der taz, dass Bertolucci die Psychoanalyse hinter sich gelassen habe „und nun gelegentlich ein wenig schwelgerisch wird“. Der Regisseur zeige zu den „wesentlichen Dingen im Verborgenen“ „immer“ auch deren „Auflösung, sodass sein Film alle Geheimnisse ständig auch wieder ausplaudert. Die Kunst der Verschlüsselung“ wäre „seine Sache nicht mehr“. Shanduraïs rhythmisches Staubsaugen (ab 47. Min.) und Kinskys darauffolgender Wechsel in seiner Improvisation von einem langsamen Rhythmus in ein Stakkato (ab 48. Min.) interpretiert Rebhandl als einen von Shanduraï passiv aufgegriffenen Dialog, und das gehe für ihn an die „Grenze des Geschmacklosen“. In den Augen von Annette Stiekele beim Hamburger Abendblatt riskiert Bertolucci sogar seinen Ruf, der Film wäre besser „in der Schublade“ geblieben. Der Film leide unter einer „Folklore mit westlichem Blick“ und einem „Berg an Rollenklischees“, daher sei es schade um die „exzellenten Darsteller“ und die „angenehm getragene Erzählweise“.